# Андерссон, Роберт
Роберт Теодор Андерссон (швед. Robert Theodor Andersson; 18 октября 1886, Стокгольм — 2 марта 1972, там же) — шведский ватерполист, пловец и прыгун в воду, призёр летних Олимпийских игр, рекордсмен мира.
Андерссон трижды входил в состав Олимпийской сборной Швеции по водному поло, которая стала серебряным призёром игр 1912 в Стокгольме и бронзовым 1908 в Лондоне и 1920 в Антверпене. Также он участвовал в нескольких плавательных и прыжковых соревнованиях на этих Играх. 8-кратный чемпион Швеции по плаванию.